# Blood Fire Death
Blood Fire Death is het vierde studioalbum van de Zweedse band Bathory. Na de black metal klassier Under The Sign Of The Black Mark waarop flarden Vikingmetal reeds hoorbaar waren, bracht Bathory met 'Blood Fire Death' een goed geproduceerd strak black metal / thrashmetal album uit waarop twee lange epische nummers (A Fine Day To Die en Blood Fire Death) en prominente rol kregen aan het begin en einde van het album. 'Blood Fire Death' wordt als een overgangsalbum beschouwd daar beide kanten (black/thrash en Viking metal) van de band op het album hoorbaar zijn.

## Nummers
1. Odens Ride over Nordland – 2:59
2. A Fine Day to Die – 8:35
3. The Golden Walls of Heaven – 5:22
4. Pace 'till Death – 3:39
5. Holocaust – 3:25
6. For All Those Who Died – 4:57
7. Dies Irae – 5:11
8. Blood Fire Death – 10:28
9. Outro – 0:58

## Line up
- Quorthon - zang, gitaar
- Kothaar - bass
- Vvornth - drums